# چهل‌تکه
چهل تکه دوزی

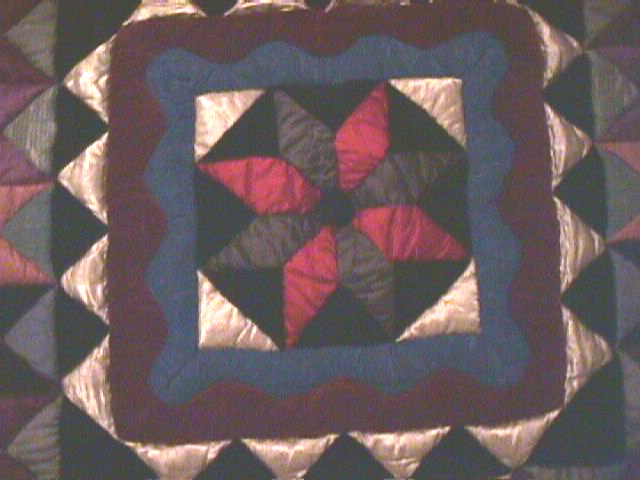
لحاف چهل‌تکه

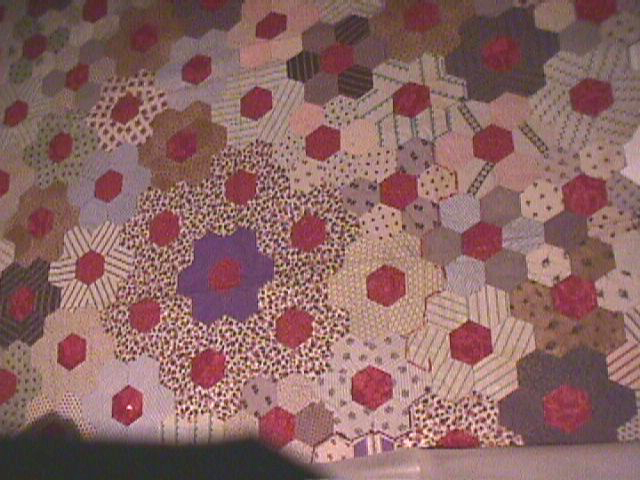
ملحفۀ چهل‌تکه

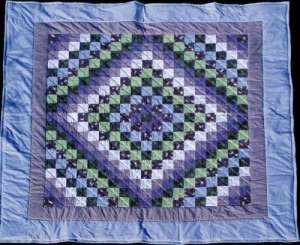
پارچۀ چهل‌تکه دوزی شده

به آن خاتمی دوزی یا لندره دوزی یا تکه دوزی نیز می‌گویند. آنچه که از اسناد و مدارک محدود بر می‌آید بیانگر این است که چهل تکه دوزی به ویژه زمانی که با آجیده دوزی یا مطلسه دوزی همراه باشد در گروه رودوزی‌های سنتی ایران جای می‌گیرد. اصطلاح رودوزی یا روکاری به هنری گفته می‌شود که در آن نقوش مختلف بر روی پارچه‌های بدون نقش از طریق دوختن یا کشیدن قسمتی از نخ‌های تار و پود پارچه و با دوختن تکه پارچه‌های ریز و درشت و رنگارنگ به یکدیگر ایجاد می‌شود. به این ترتیب با دوختن قطعات ریز و درشت و رنگارنگ تکه‌ها و اضافات پارچه‌های مختلف به یکدیگر رویه کرسی، رختخواب پیچ، سجاده، پشتی، رو مبلی، پرده‌های مختلف، بقچه سوزنی، رویه لحاف، رویه پشتی، رو تختی، رو قوری، کوسن، تابلوی تزیینی، دیوار کوب و … تهیه می‌شود. هر چند که زمان پیدایش «رودوزی» که در آغاز برای آذین البسه بوده دقیقاً مشخص نیست اما اسناد و مدارک موجود و نمونه‌های به دست آمده حکایت از رواج رودوزی‌ها در دوران ایران باستان دارند. جاذبه چهل تکه دوزی در تناسب رنگ‌ها و اندازه آن‌ها با یکدیگر است. اگر این تکه‌ها مربع یا مستطیل و به ویژه مثلث و هم اندازه باشند، چون شبیه به خاتم می‌شوند به آن خاتمی دوزی نیز می‌گویند. اگر این قطعات رنگی پارچه با طرح گل یا گلدانی یا منظره تهیه شود به آن تکه دوزی می‌گویند. با قطعات نازک و رنگی نمد نیز تکه دوزی‌های زیبایی تهیه می‌شود.
به‌طور کلی این کار در ایران در زمان‌های متفاوت رایج بوده به گونه‌ای که تکه پارچه‌های مختلف با مهارت هر چه تمام‌تر و با توجه به هماهنگی رنگ‌ها در کنار یکدیگر دوخته می‌شدند و روی جای دوخت‌ها نیز با گل دوزی‌های ابریشمی (آجیده دوزی) زیباسازی می‌شد.
این کار زحمت زیادی دارد و افراد در ازای آن در گذشته دستمزد دریافت می‌کردند. در این زمینه از محمد علی جمالزاده نقل شده‌است که:
«خاتمی دوزی سابقاً در ایران بسیار رواج داشته و امروزه روز به روز از بین می‌رود و آن عبارت است از مقداری خرده پارچه‌های مختلفه الوان و مختلفه الشکل که از روی استادی طوری پهلوی یکدیگر دوخته می‌شود که شباهت کامل به شال‌های کشمیر پیدامی‌کند و بخیه دوزی‌ها را نیز با گلدوزی‌های ابریشمی ملمون می‌پوشانند و یک قطعه پنج تا شش ذرعی این نوع کار ۵۰ تا ۶۰ تومان قیمت دارد و بعضی پرده‌ها را از ۱۰۰ تا۲۵۰و یک زین پوش را از ۲۰ تا ۱۲۰ تومان می‌فروشد.»